# Echinopodium elegans
Echinopodium elegans är en tvåvingeart som beskrevs av Duret 1976. Echinopodium elegans ingår i släktet Echinopodium och familjen svampmyggor. Inga underarter finns listade i Catalogue of Life.